# Stojan Zalar
Stojan Zalar, slovenski metalurg, * 3. avgust 1921, Šoštanj, † oktober 1990, Poughkeepsei, ZDA.

## Življenje in delo
Zalar je leta 1947 diplomiral na metalurškem oddelku ljubljanske Tehniške fakultete. Sprva je bil zaposlen v tovarni aluminija v Lozovac nad Krko pri Skradinu in kasneje v Kemični tovarni Moste v Ljubljani. Leta 1954 je odšel na podiplomski študij na Univerzo New York in tu doktoriral iz fizike ter se zaposlil v podjetju za mikroelektroniko in procesno tehniko Raytheon v Bostonu. Kasneje je več let delal v razvojnem oddelku podjetja Westinghouse v Pittsburghu ter nato do upokojitve 1987 pri IBM. Dr. Zalar se je strokovno ukvarjal predvsem s študijem materialov za integrirana vezja. Bil je prvi Slovenec, ki je v ZDA znanstvenoraziskovalno deloval na področju visokih tehnologij.